# BMW F12
Der BMW 6er (interne Bezeichnung: F12 – Cabrio, F13 – Coupé, F06 – Viertüriges Coupé) des deutschen Automobilherstellers BMW ist die dritte Generation der 6er-Reihe. Diese 6er-Reihe basiert auf dem bis 2017 gebauten Modell der 5er-Reihe (F10) und teilt sich daher einen Großteil der Technik und Ausstattungsmöglichkeiten.

## Modellgeschichte

### Allgemeines
Das am 18. November 2010 von BMW vorgestellte Cabrio löste damit die seit Sommer 2003 produzierte Baureihe E63/E64 ab. Es wurde im Werk Dingolfing produziert.
Sein Außendesign zeichnete Nader Faghihzadeh, das Innendesign Christian Bauer.
Der Auslieferungsbeginn und damit auch die Händlerpräsentation des 6er Cabriolet in Deutschland fand am 26. März 2011 statt. Dem Messepublikum wurde das Fahrzeug auf der NAIAS 2011 in Detroit gezeigt.
Als Nachfolger des Modells E63 wird seit Herbst 2011 auch wieder ein 6er Coupé angeboten, welches erstmals auf der Auto Shanghai 2011 offiziell auf einer Messe gezeigt wurde.

### Gran Coupé
Im Mai 2012 wurde darüber hinaus eine als Gran Coupé bezeichnete Limousine eingeführt, die vor allem mit dem Mercedes-Benz CLS und dem Porsche Panamera konkurriert. Sie besitzt im Gegensatz zum typischen Coupé vier Türen und drei Sitzplätze im Fond. Das Fahrzeug ist laut BMW jedoch ein 4+1-Sitzer. Der Hersteller begründet das Konzept damit, dass die Rückbank mit zwei Einzelsitzen geformt ist, wobei in der Mitte eine Person zumindest für eine kurze Strecke Platz findet und dieser nicht als vollwertiger Sitz gewertet wird.
Bereits im Frühjahr 2012 wurde der BMW M6 auf dem Genfer Auto-Salon präsentiert. Wie der BMW M5 besitzt auch der M6 einen doppelt aufgeladenen 4,4-Liter-V8 als Antriebsquelle, mit einer Leistung von 412 kW und 680 Nm Drehmoment.
2015 und 2017 wurde die Baureihe jeweils einem Facelift unterzogen.
2018 wurde der BMW 6er durch den BMW 8er (G15) ersetzt.

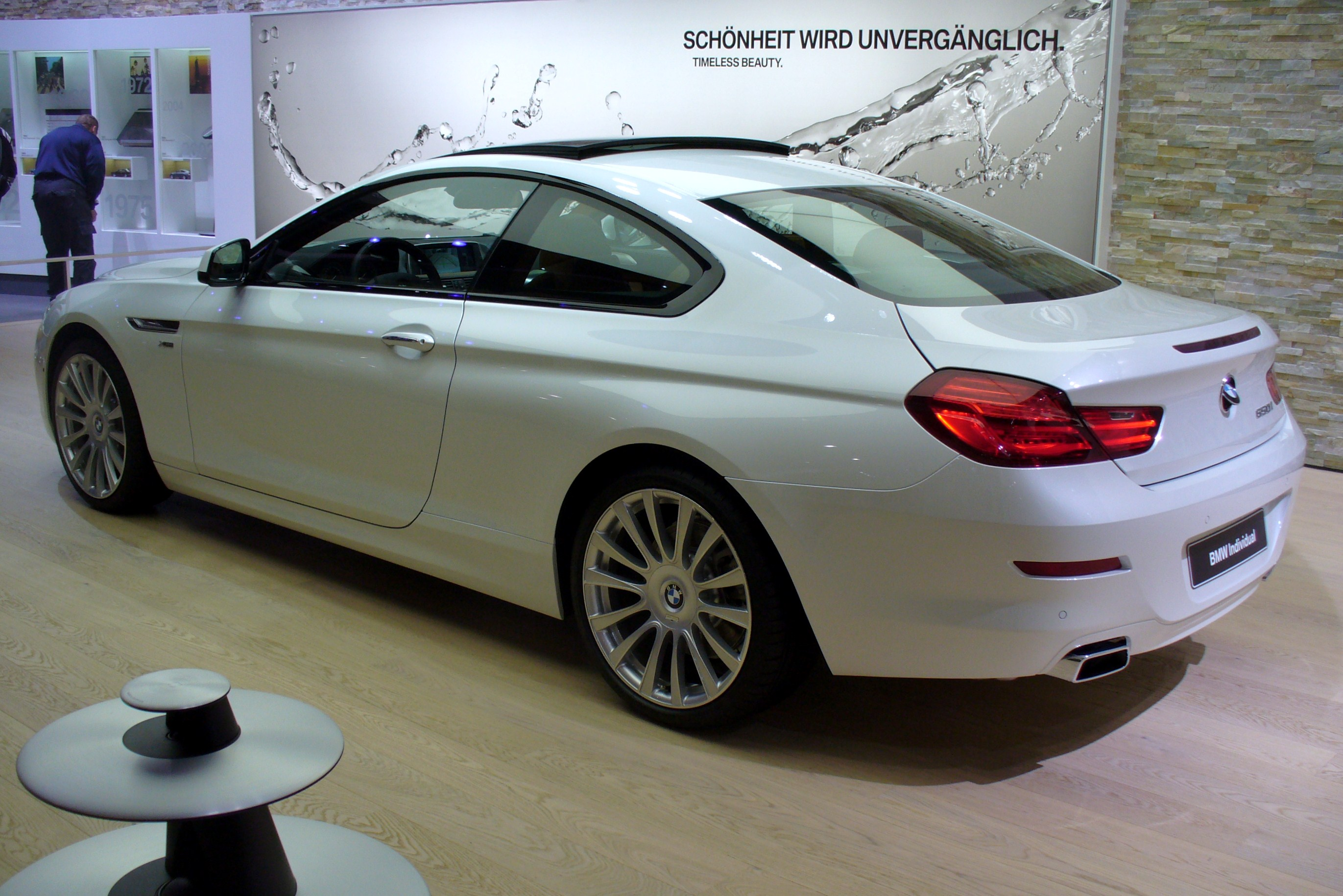
Heckansicht
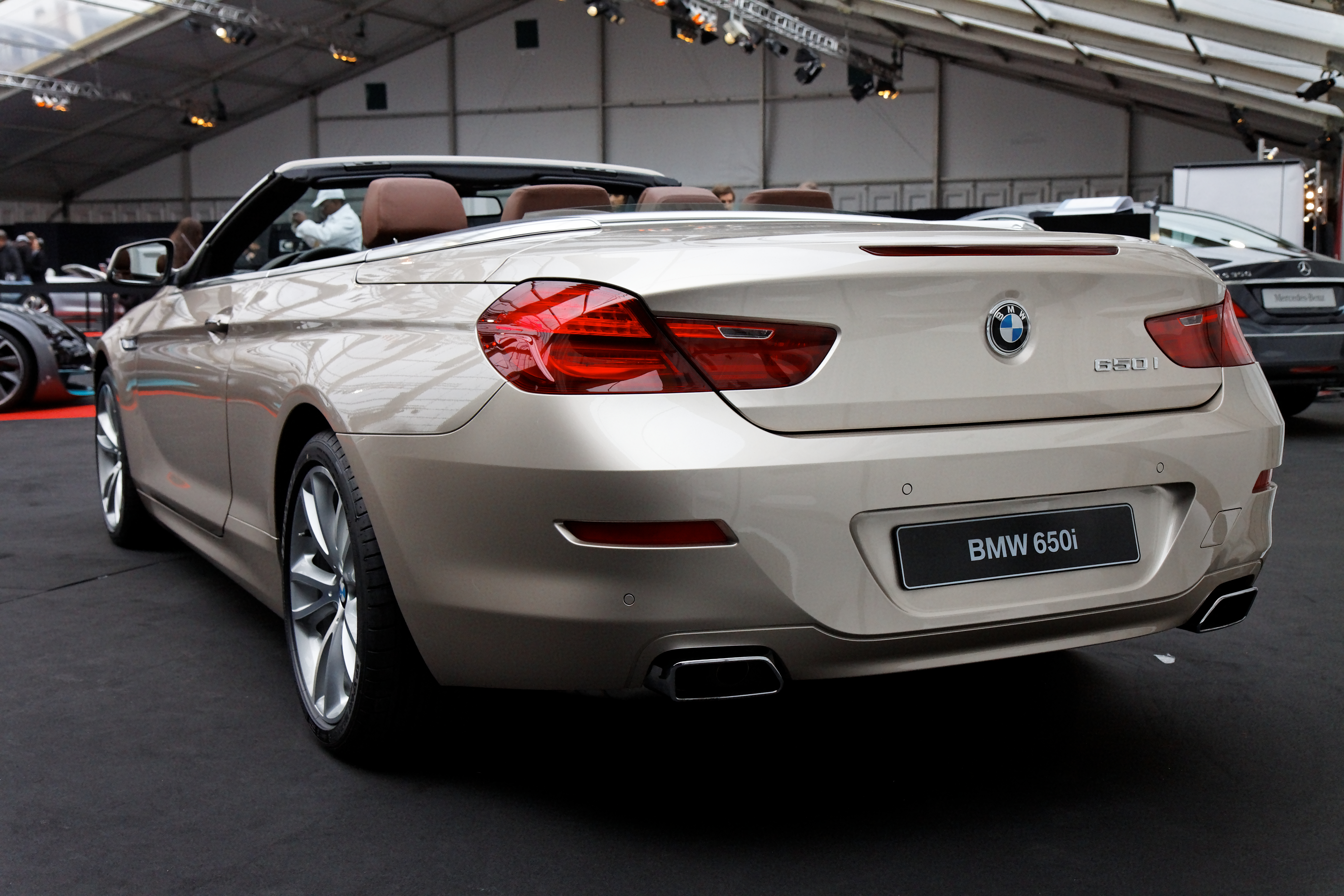
BMW 650i Cabriolet (2011–2018)
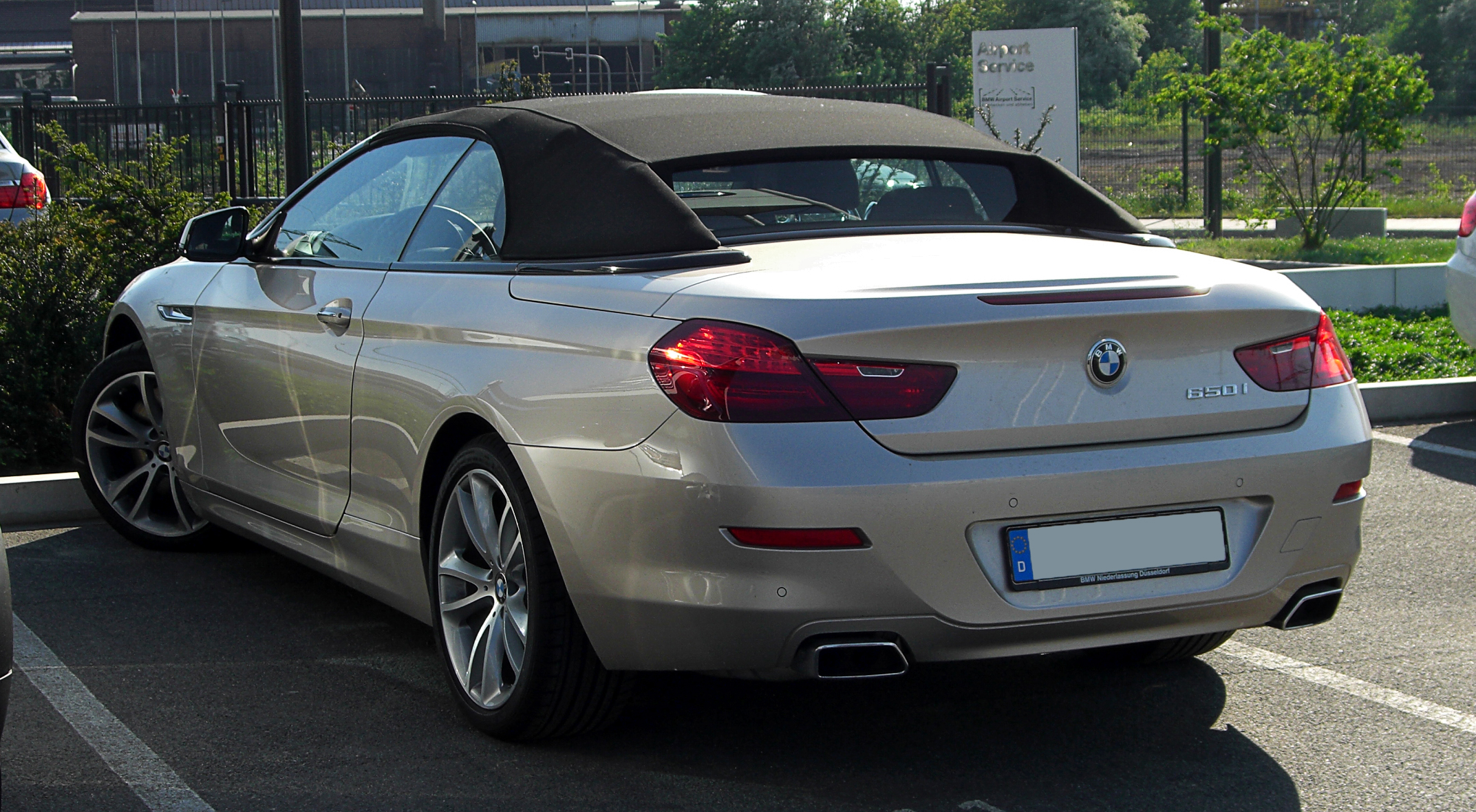
BMW 650i Cabrio geschlossen
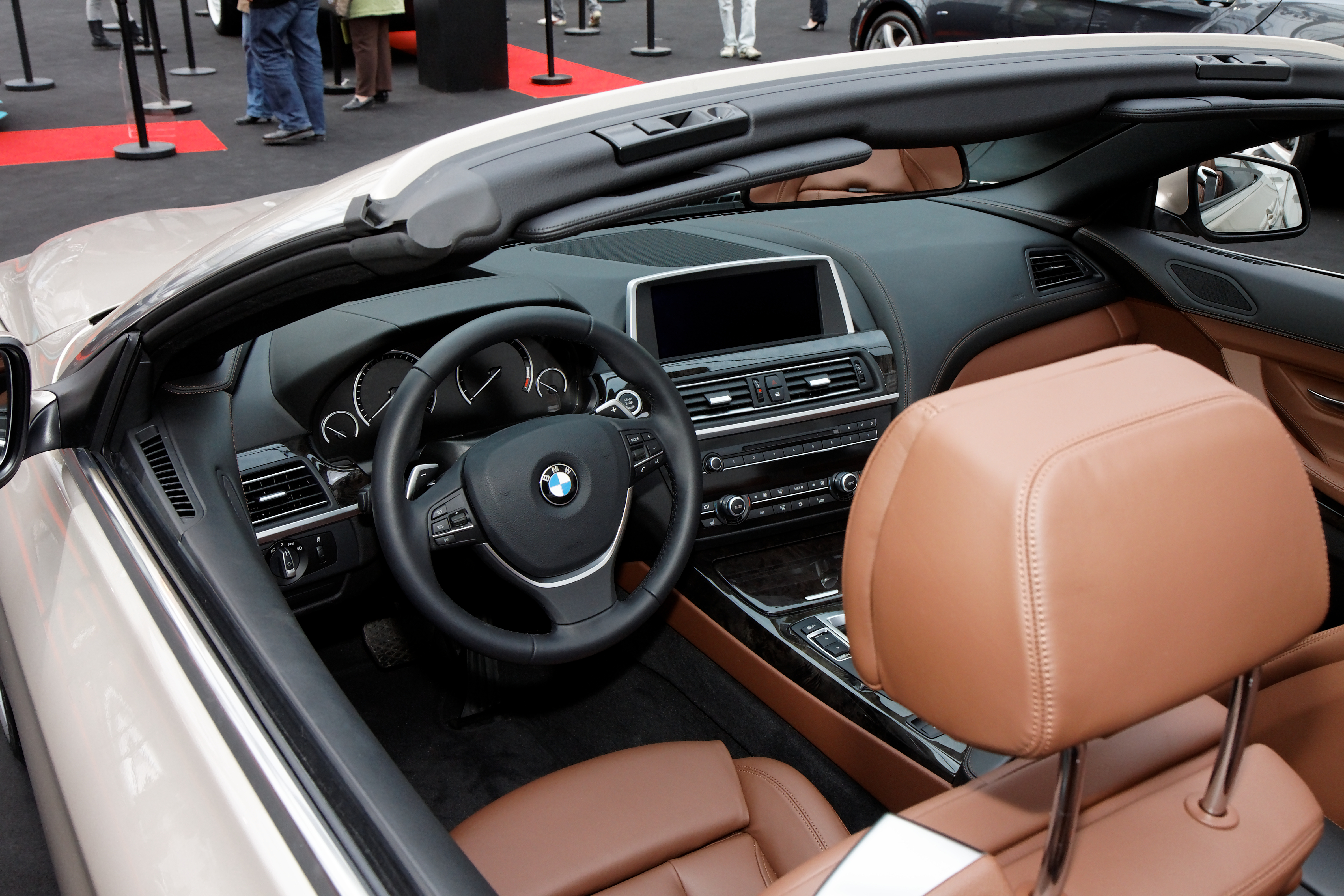
Interieur
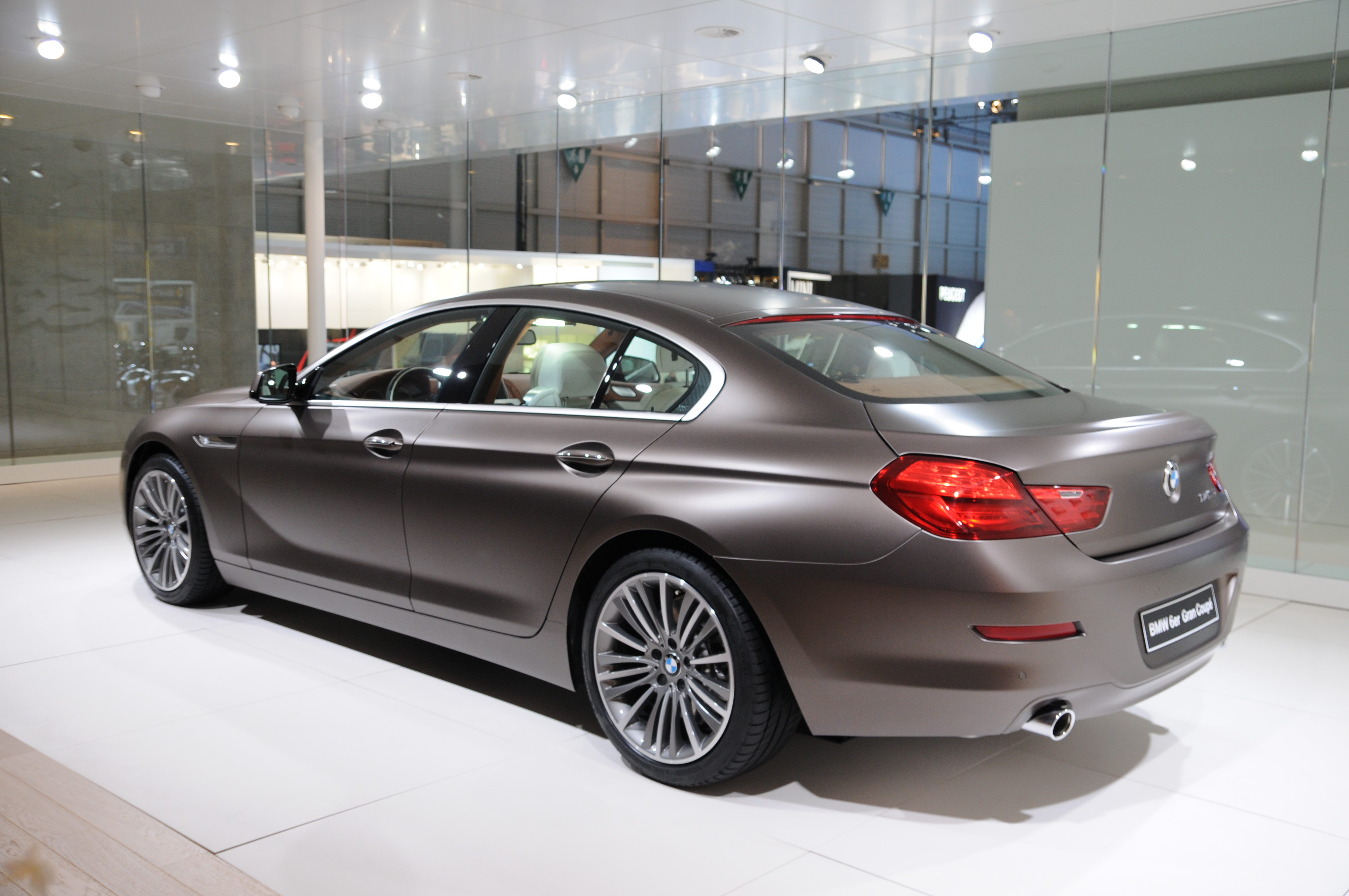
BMW 640i Gran Coupé (2012–2018)

## Technische Daten

### Verdeck
Das serienmäßige Stoffverdeck mit Finnenarchitektur lässt sich bis zu einer Geschwindigkeit von 40 km/h öffnen und schließen. Während das Öffnen 19 Sekunden benötigt, erfolgt das Schließen des Verdecks in 24 Sekunden.

### Motorvarianten Cabrio/Coupé (F12/F13)
|                                                                   | 640i / 640i xDrive              | 650i / 650i xDrive                           | 650i / 650i xDrive         | M6                                                         | M6 Competition                                             | M6 Competition                 | 640d / 640d xDrive             |
| ----------------------------------------------------------------- | ------------------------------- | -------------------------------------------- | -------------------------- | ---------------------------------------------------------- | ---------------------------------------------------------- | ------------------------------ | ------------------------------ |
| Bauzeitraum                                                       | 03/2011–04/2018                 | 03/2011–07/2012                              | 07/2012–04/2018            | 07/2012–04/2018                                            | 07/2012–04/2015                                            | 05/2015–04/2018                | 09/2011–04/2018                |
| Motor                                                             | Ottomotor                       | Ottomotor                                    | Ottomotor                  | Ottomotor                                                  | Ottomotor                                                  | Ottomotor                      | Dieselmotor                    |
| Motorbauart                                                       | R6                              | V8                                           | V8                         | V8                                                         | V8                                                         | V8                             | R6                             |
| Gemischaufbereitung                                               | Direkteinspritzung              | Direkteinspritzung                           | Direkteinspritzung         | Direkteinspritzung                                         | Direkteinspritzung                                         | Direkteinspritzung             | Common-Rail-Direkteinspritzung |
| Aufladung                                                         | Twin–Scroll–Abgasturbolader (1) | zwei Turbolader                              | zwei Turbolader            | zwei Turbolader                                            | zwei Turbolader                                            | zwei Turbolader                | zwei Turbolader                |
| variable Ventilsteuerung                                          | Valvetronic                     |                                              | Valvetronic                | Valvetronic                                                | Valvetronic                                                | Valvetronic                    |                                |
| Motorart                                                          | N55B30                          | N63B44                                       | N63B44                     | S63B44                                                     | S63B44                                                     | S63B44                         | N57D30                         |
| Hubraum                                                           | 2979 cm³                        | 4395 cm³                                     | 4395 cm³                   | 4395 cm³                                                   | 4395 cm³                                                   | 4395 cm³                       | 2993 cm³                       |
| max. Leistung bei 1/min                                           | 235 kW (320 PS)/ 5800           | 300 kW (408 PS)/ 5500–6400                   | 330 kW (450 PS)/ 5500–6000 | 412 kW (560 PS)/ 6000–7000                                 | 423 kW (575 PS)/ 6000–7000                                 | 441 kW (600 PS)/ 6000–7000     | 230 kW (313 PS)/ 4400          |
| max. Drehmoment bei 1/min                                         | 450 Nm/ 1300–4500               | 600 Nm/ 1750–4500                            | 650 Nm/ 2000–4500          | 680 Nm/ 1500–5750                                          | 680 Nm/ 1500–6000                                          | 700 Nm/ 1500–6000              | 630 Nm/ 1500–2500              |
| Getriebe, serienmäßig                                             | 8-Gang-Automatik                | 8-Gang-Automatik / 6-Gang-Schaltgetriebe (2) | 8-Gang-Automatik           | 7-Gang-Doppelkupplungsgetriebe / 6-Gang-Schaltgetriebe (3) | 7-Gang-Doppelkupplungsgetriebe / 6-Gang-Schaltgetriebe (3) | 7-Gang-Doppelkupplungsgetriebe | 8-Gang-Automatik               |
| Antrieb, serienmäßig                                              | Hinterradantrieb                | Hinterradantrieb                             | Hinterradantrieb           | Hinterradantrieb                                           | Hinterradantrieb                                           | Hinterradantrieb               | Hinterradantrieb               |
| Antrieb, optional                                                 | Allradantrieb                   | Allradantrieb                                | Allradantrieb              | —                                                          | —                                                          | —                              | Allradantrieb                  |
| Lenkung, serienmäßig                                              | Vorderradlenkung                | Vorderradlenkung                             | Vorderradlenkung           | Vorderradlenkung                                           | Vorderradlenkung                                           | Vorderradlenkung               | Vorderradlenkung               |
| Lenkung, optional                                                 | Allradlenkung                   | Allradlenkung                                | Allradlenkung              | Allradlenkung                                              | Allradlenkung                                              | Allradlenkung                  | Allradlenkung                  |
| Beschleunigung, 0 bis 100 km/h in s                               | 5,4 [5,7]                       | 4,9 [4,8]                                    | 4,6 [4,6]                  | 4,2 [4,3]                                                  | 4,1 [4,2]                                                  | 3,9 [4,0]                      | 5,3 [5,5]                      |
| Beschleunigung, 0 bis 200 km/h in s                               | —                               | —                                            | —                          | 12,6 [13,1]                                                | 12,4 [12,9]                                                | 11,8 [12,3]                    | —                              |
| Höchstgeschwindigkeit, km/h                                       | 250 (4)                         | 250 (4)                                      | 250 (4)                    | 250 (4); 305 (5)                                           | 250 (4); 305 (5)                                           | 250 (4); 305 (5)               | 250 (4)                        |
| Kraftstoffverbrauch (nach EWG-Richtlinie, kombiniert in l/100 km) | 7,6 [7,8]                       | 10,5 [10,6]                                  | 8,6–8,9 [8,9–9,2]          | 9,9 [10,3]                                                 | 9,9 [10,3]                                                 | 9,9 [10,3]                     | 5,4 [5,6]                      |
| CO2-Emission, kombiniert in g/km                                  | 177 [181]                       | 245 [248]                                    | 199–206 [208–214]          | 232 [239]                                                  | 232 [239]                                                  | 232 [239]                      | 143 [147]                      |
| Abgasnorm nach EU-Klassifikation                                  | Euro 6                          | Euro 6                                       | Euro 6                     | Euro 6                                                     | Euro 6                                                     | Euro 6                         | Euro 6                         |

Werte in [ ] beziehen sich auf das Cabrio

### Motorvarianten Gran Coupé (F06)
Die Motorvarianten übernimmt das BMW 6er Gran Coupé weitestgehend vom Coupé und Cabriolet. Der doppelt aufgeladene V8 im BMW 650i Gran Coupé mit 4,4 Litern Hubraum ist allerdings in einer neuen Ausbaustufe erhältlich: Anstatt der bisherigen 300 kW leistet der neue Motor jetzt 330 kW und bringt es auf 650 statt 600 Nm. Gleichzeitig wurden Schadstoffausstoß und Verbrauch gesenkt. Erhältlich ist der neue Motor seit Herbst 2012.
|                                                                   | 640i / [640i xDrive]            | 650i / [650i xDrive]       | M6                             | M6 Competition                 | M6 Competition                 | 640d / [640d xDrive]           |
| ----------------------------------------------------------------- | ------------------------------- | -------------------------- | ------------------------------ | ------------------------------ | ------------------------------ | ------------------------------ |
| Bauzeitraum                                                       | 03/2012–04/2018                 | 07/2012–04/2018            | 05/2013–04/2018                | 05/2013–04/2015                | 05/2015–04/2018                | 05/2012–04/2018                |
| Motorart                                                          | Ottomotor                       | Ottomotor                  | Ottomotor                      | Ottomotor                      | Ottomotor                      | Dieselmotor                    |
| Motorbauart                                                       | R6                              | V8                         | V8                             | V8                             | V8                             | R6                             |
| Gemischaufbereitung                                               | Direkteinspritzung              | Direkteinspritzung         | Direkteinspritzung             | Direkteinspritzung             | Direkteinspritzung             | Common-Rail-Direkteinspritzung |
| Aufladung                                                         | Twin–Scroll–Abgasturbolader (1) | zwei Turbolader            | zwei Turbolader                | zwei Turbolader                | zwei Turbolader                | zwei Turbolader                |
| variable Ventilsteuerung                                          | Valvetronic                     | k. A.                      | k. A.                          | k. A.                          | k. A.                          | k. A.                          |
| Motortyp                                                          | N55B30                          | N63B44                     | S63B44                         | S63B44                         | S63B44                         | N57D30                         |
| Hubraum                                                           | 2979 cm³                        | 4395 cm³                   | 4395 cm³                       | 4395 cm³                       | 4395 cm³                       | 2993 cm³                       |
| Leistung bei 1/min                                                | 235 kW (320 PS)/ 5800           | 330 kW (450 PS)/ 5500–6000 | 412 kW (560 PS)/ 6000–7000     | 423 kW (575 PS)/ 6000–7000     | 441 kW (600 PS)/ 6000–7000     | 230 kW (313 PS)/ 4400          |
| Drehmoment bei 1/min                                              | 450 Nm/ 1300–4500               | 650 Nm/ 2000–4500          | 680 Nm/ 1500–5750              | 680 Nm/ 1500–6000              | 700 Nm/ 1500–6000              | 630 Nm/ 1500–2500              |
| Getriebe, serienmäßig                                             | 8-Gang-Automatik                | 8-Gang-Automatik           | 7-Gang-Doppelkupplungsgetriebe | 7-Gang-Doppelkupplungsgetriebe | 7-Gang-Doppelkupplungsgetriebe | 8-Gang-Automatik               |
| Antrieb, serienmäßig                                              | Hinterradantrieb                | Hinterradantrieb           | Hinterradantrieb               | Hinterradantrieb               | Hinterradantrieb               | Hinterradantrieb               |
| Antrieb, optional                                                 | Allradantrieb                   | Allradantrieb              | —                              | —                              | —                              | Allradantrieb                  |
| Lenkung, serienmäßig                                              | Vorderradlenkung                | Vorderradlenkung           | Vorderradlenkung               | Vorderradlenkung               | Vorderradlenkung               | Vorderradlenkung               |
| Lenkung, optional                                                 | Allradlenkung                   | Allradlenkung              | Allradlenkung                  | Allradlenkung                  | Allradlenkung                  | Allradlenkung                  |
| Beschleunigung, 0 bis 100 km/h in s                               | 5,4 [5,3]                       | 4,6 [4,4]                  | 4,2                            | 4,1                            | 3,9                            | 5,4 [5,2]                      |
| Beschleunigung, 0 bis 200 km/h in s                               | —                               | —                          | 12,6                           | 12,4                           | 11,8                           | —                              |
| Höchstgeschwindigkeit, km/h                                       | 250 (2)                         | 250 (2)                    | 250 (2); 305 (3)               | 250 (2); 305 (3)               | 250 (2); 305 (3)               | 250 (2)                        |
| Kraftstoffverbrauch (nach EWG-Richtlinie, kombiniert in l/100 km) | 7,7–7,9 [8,1–8,3]               | 8,6–8,8 [9,2–9,4]          | 9,9                            | 9,9                            | 9,9                            | 5,5–5,7 [5,8–6,0]              |
| CO2-Emission, kombiniert in g/km                                  | 179–183 [189]                   | 199–206 [215–219]          | 232                            | 232                            | 232                            | 146–149 [152]                  |
| Abgasnorm nach EU-Klassifikation                                  | Euro 6                          | Euro 6                     | Euro 6                         | Euro 6                         | Euro 6                         | Euro 6                         |

Werte in [ ] beziehen sich auf die Variante mit xDrive

## Umwelt
Unter dem Marketingbegriff BMW EfficientDynamics ist ein Paket von verschiedenen technischen Maßnahmen zusammengefasst, die den Kraftstoffverbrauch senken sollen. Die serienmäßige Achtgangautomatik soll den Kraftstoffverbrauch gegenüber der herkömmlichen Sechsgangautomatik senken. Die Start-Stopp-Funktion ist nun für alle Modellvarianten erhältlich. Alle Motoren erfüllen die Abgasnorm Euro 5 oder Euro 6.

## BMW M6 GT3

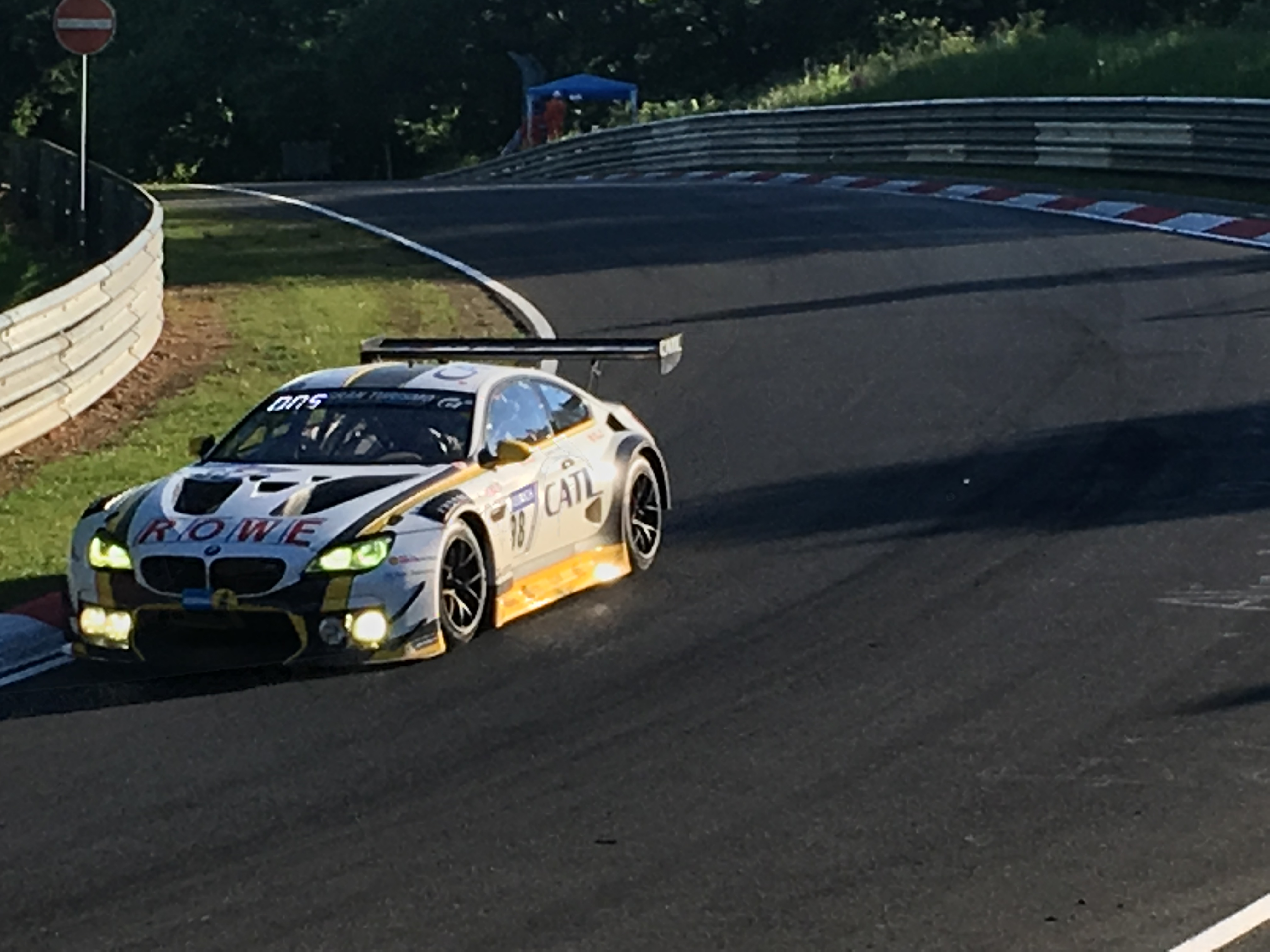
BMW M6 GT3 im Jahr 2017 beim 24-Stunden-Rennen auf dem Nürburgring

Seit 2016 bietet BMW Motorsport für den Kundensport eine nach FIA GT3 Reglement aufgebaute Rennvariante des BMW M6 (F13) an. Im selben Jahr gewann Rowe Racing zusammen mit den Fahrern: Philipp Eng, Maxime Martin und Alexander Sims das 24-Stunden-Rennen von Spa-Francorchamps. Seit November 2017 wurde ein sogenanntes Evo-Kit mit überarbeiteten Aufhängungen, Differenzial, Bremssystem und der Aerodynamik angeboten, damit das Fahrzeug konkurrenzfähig blieb.

## Art Car
Die chinesische Künstlerin Cao Fei gestaltete einen carbonschwarzen M6 GT3 als BMW Art Car, dessen Premiere am 31. Mai 2017 in Peking stattfand.